# Victoria Santa Cruz
Victoria Eugenia Santa Cruz Gamarra (Lima, 27 de octubre de 1922-Lima, 30 de agosto de 2014) fue una compositora, coreógrafa y diseñadora peruana. Es considerada como una de las principales estudiosas y difusoras del arte afroperuano. Hay una tesis de la UNIR, en la que han investigado sobre el aporte que hizo a la danza afroperuana, en que "se encargó de la creación de coreografías, de la recreación de pasos y de la restitución del landó".

## Biografía
Victoria Santa Cruz fue hija de Nicomedes Santa Cruz Aparicio, escritor y dramaturgo, y Victoria Gamarra, bailarina de zamacueca y marinera, hermana mayor de Nicomedes y Rafael Santa Cruz. Se inició en el mundo de las tablas con el grupo de danza y teatro Cumanana (1958), junto a su hermano menor Nicomedes, famoso decimista y poeta. Becada por el gobierno francés, viajó a París para estudiar en la Universidad del Teatro de las Naciones (1961) y en la Escuela Superior de Estudios Coreográficos. En esta última destacó como creadora y diseñadora del vestuario de la obra Retablillo de don Cristóbal, de Federico García Lorca, y en La rosa de papel, de Ramón del Valle Inclán.
De vuelta en su país, fundó en el año 1968 la compañía Teatro y Danzas Negras del Perú, con la que realizó presentaciones en los mejores teatros nacionales, así como en la televisión. Este grupo representó al Perú en las festividades con ocasión de los Juegos Olímpicos de México 1968, en las cuales recibió medalla y diploma por su labor.
Posteriormente, en 1969, realizó giras en diversas ciudades de Estados Unidos y al regresar a Lima en mayo del mismo año fue nombrada directora del Centro de Arte Folclórico, hoy Escuela de Folc. En el primer Festival y Seminario Latinoamericano de Televisión organizado por la Universidad Católica de Chile en 1970, ganó el premio como la mejor folclorista, y al año siguiente fue invitada por el gobierno de Colombia para participar en el Festival de Cali. Participó como directora de escena del Primer Festival de Arte Negro del Perú, organizado en la ciudad de Cañete en 1971, evento dirigido por su hermano Nicomedes. Fue directora del Conjunto Nacional de Folclore del Instituto Nacional de Cultura (INC) entre 1973 y 1982, y en esta condición realizó una exitosa gira por Estados Unidos, Canadá, El Salvador, Guatemala, Francia, Bélgica, Suiza y el Principado de Mónaco.
Una vez finalizado su cargo, se desempeñó como profesora invitada (1982), asistente (1983-1989) y vitalicia (1989-1999) en la Universidad Carnegie Mellon. Ha dirigido talleres en diferentes países como Rusia, Israel, Canadá, Dinamarca, España, Italia y Argentina.
En 2004 dirigió la obra La Magia del Ritmo, protagonizado por su sobrino Rafael Santa Cruz, Eva Ayllón y Bartola.

## Muerte
En su última entrevista, Victoria Santa Cruz respondió a la pregunta "¿Qué te ha enseñado el racismo?", diciendo:
"Dentro de poco, dejaré esta vida... y quiero ir en paz, con la conciencia tranquila, y veremos qué sucede aquí. Pero todo está debilitado, dislocado en todo el mundo. Y todos están perdiendo porque realmente no es así como se pelea".
Residía en Lima cuando falleció a los 91 años, debido a su avanzada edad y un debilitamiento en su salud.

## Reconocimientos
En 2023 recibió un reconocimiento póstumo por parte del Ministerio de la Mujer y Poblaciones Vulnerables (MIMP) del Estado Peruano, el cual, mediante un decreto en ocasión del 8 de marzo, otorgó la condecoración “Orden al Mérito de la Mujer” a Victoria Santa Cruz y otras 24 mujeres peruanas, siendo destacadas por su tarea en la defensa de los derechos y por promover la igualdad de género. En particular, Victoria Santa Cruz fue reconocida por "su aporte en el desarrollo de la cultura y los derechos del pueblo afroperuano, así como a la eliminación de la discriminación étnico-racial y de género".
De igual forma, el gobierno de Estados Unidos, a través de la Comisión Fulbright, anunció la entrega de becas denominada "Victoria Santa Cruz, dirigida a líderes de la comunidad afroperuana "con excelencia académica y con potencial para contribuir al desarrollo del país.